# غرق عبارة إم في نيرير
إم في نيرير هي عبارة تنزانية غرقت في بحيرة فيكتوريا يوم 20 أيلول/سبتمبر 2018 وذلكَ أثناء تنقلها من جزيرة أوكيريوي باتجاه جزيرة أوكارا. حسبَ بعض المسؤولين التنزانيين فإنّ العبّارة كانت تُقلّ أكثر من 400 راكب علمًا أن الحمولة القصوى للعبارة لا تكادُ تتجاوز الـ 100. في الواقع؛ فعددُ الركاب غير معروف على وجه الدقّة كما أن مُعدات التسجيل قد فقدت أثناء الحادث. أعلنت الحكومة التنزانية أن ما لا يقل عن 224 شخصًا قد ماتوا نتيجة انقلاب العبّارة كما أعربت عن مخاوفها من تجاوز عدد القتلى لحاجزِ 300 شخص خاصّة أن العديد من الركاب لا يزالون في عداد المفقودين.

## السفينة
تعود ملكية العبارة إلى وكالة الخدمات الكهربائية والميكانيكية التنزانية (TEMESA). ذكرت هذه الأخيرة أن سفينتها تحملُ 101 راكبًا كحد أقصى كما نفت وجود أي مشاكل ميكانيكية فيها مؤكدة في الوقت ذاته على خضوع السفينة للصيانة الثقيلة في الأشهر الماضية بما في ذلك العمل على تحسين اثنين من المحركات.

## الحادث
حسب ما تداولته وسائل الإعلام المحليّة فإن العبارة قد انطلقت يوم 20 أيلول/سبتمبر 2018 باتجاه جزيرة يوكارا مع زعم وجودِ أكثر من 400 راكب على متنها بالإضافة إلى شحنة من الذرة والموز والإسمنت. غرقت السفينة في فترة ما بعد الظهر بالتوقيت المحلي التنزاني وذلك على بعد أمتار قليلة من الجزيرة المقصودة. ادّعى شهود عيان أن الحادث قد وقعَ بسبب اندفاع الركاب إلى الأمام بهدف النزول منها فيما أشار آخرون إلى أن دفع العبارة لسيّارة قد تسبب في انقلابها داخل البحر. في السياق ذاته؛ صرّح بعض الحكوميين في تنزانيا عن جهلهم لعدد الركاب على متن العبارة ثم ازدادت الأمور تعقيدًا بسبب فقدان آلة تسجيل عدد الركاب بسبب التحطم شبه الكلّي للسفينة. حصلَ تضارب في التقديرات الأولية؛ حيث أشارت بعض المصادر إلى أنّ العبارة كانت تَحمل أزيد من 300 شخص فيما ادّعت تقارير أخرى أن العدد يفوق 400. بعد ساعات من حادث الغرق أصدرت الشرطة التنزانية بيانًا ذكرت فيه إنقاذ خفر السواحل لـ 37 شخصًا مع استمرار عمليات الإنقاذ حتى اليوم التالي.
في اليوم التالي؛ وخلالَ مؤتمر صحفي عُقدَ بشأن الحادث أعلنَ رئيس تنزانيا جون بومبيه ماغوفولي عن أنّ عدد القتلى قد استقر في 131 مُقابل نجاة 40 آخرين تمّ نقلهم إلى بر الأمان. كجزء من عمليات الإنقاذ؛ تم إرسال أفراد منَ الشرطة والجيش والغواصين إلى مكان الحُطام للبحث عن عشرات الأشخاص الذين لا يزالون في عداد المفقودين. ومع ذلك؛ وبالنظر إلى عدد الركاب في عداد المفقودين فإنّ العدد النهائي للقتلى قد يكون أكبر من 200. في 22 أيلول/سبتمبر 2018؛ أي بعد يومين من حادث الانقلاب حدّثَ الرئيس ماغوفولي من عدد القتلى الذي وصلَ إلى 207 مُشيرًا في البيان نفسه إلى اعتقال قبطان السفينة تمهيدًا لمُحاسبته.

## ردود الفعل
أعرب ماغوفولي عن حزنه لما جرى وأعلن الحداد الوطني لأربعة أيّامٍ في أعقاب الانقلاب. أمر في وقت لاحق بالقبض على المسؤولين عن غرق العبارة وذلك من أجل معاقبتهم بتهمة الإهمال وتجاوز الحدّ المسموح به في عدد الركاب. على النقيض من ذلك اتهمَ المعارض السياسي جون منياكا الحكومة بالفشلِ في تعزيز معايير السلامة هذا فضلا عن التباطؤ الكبير في عملية الإنقاذ.